# ستيف ليون
ستيف ليون هو لاعب هوكي الجليد كندي، ولد في 3 نوفمبر 1952 في تورونتو في كندا.

## وصلات خارجية
- ستيف ليون على موقع دوري الهوكي الوطني (الإنجليزية)
- ستيف ليون على موقع قاعة مشاهير الهوكي (لاعب أن.إتش.أل) (الإنجليزية)
- ستيف ليون على موقع EliteProspects.com (الإنجليزية)
- ستيف ليون على موقع HockeyDB.com (الإنجليزية)
- ستيف ليون على موقع Hockey-Reference.com (الإنجليزية)